# 巴爾瓦縣

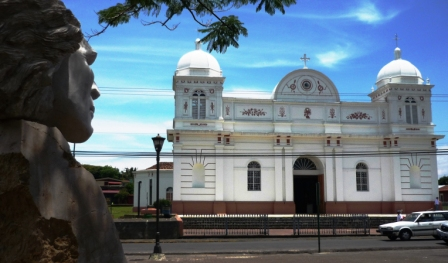

巴爾瓦縣（西班牙語：Cantón de Barva），是哥斯達黎加的縣份，位於該國中北部，由埃雷迪亞省負責管轄，首府設於巴爾瓦，面積53.80平方公里，海拔高度1,793米，2011年人口40,660人，人口密度每平方公里755.76人。